# 平群町
平群町（へぐりちょう）は、奈良県西北部に位置する生駒郡の町。

## 地理
西は生駒山地・信貴山、東は矢田丘陵に囲まれた山間の小平野である。竜田川が南流して大和川に注ぐ。

## 歴史
古代の大和国平群郡平群郷の地である。古代豪族・平群氏の本拠地であり、平群神社、平群坐紀氏神社、平群石床神社などの延喜式内社が鎮座するのをはじめ、古墳64基が散在する。
信貴山縁起絵巻で有名な信貴山朝護孫子寺も町域に属する。
中世後期には、しばしば大和国を動かす中心地となる。1536年（天文5年）に木沢長政が信貴山城を築城、後に大和に入った松永久秀もこれを補修して居城とし、大和攻略の拠点とした。久秀の滅亡後は城は廃城とされている。

### 沿革
- 1889年（明治22年）4月1日 - 町村制の施行により、平群郡西向村・櫟原村・椣原村・上庄村・梨本村・吉新村・三里村・白石畑村・平等寺村・下垣内村・鳴川村・福貴村・福貴畑村・久安寺村・信貴畑村・椹原村・越木塚村・若井村・西宮村・椿井村の区域をもって明治村（めいじむら）が発足。
- 1896年（明治29年）9月1日 - 平群郡明治村が改称して平群村（へぐりむら）となる。
- 1897年（明治30年）4月1日 - 平群郡平群村の所属郡が生駒郡に変更。
- 1970年（昭和45年）12月1日 - 町章を制定[1]。
- 1971年（昭和46年）2月1日 - 平群村が町制施行して平群町となる。

### 町域の変遷
| 明治22年 | 明治29年 | 昭和46年 | 現在   |
| -------- | -------- | -------- | ------ |
| 奈良県   |          |          |        |
| 平群郡   | 生駒郡   | 生駒郡   | 生駒郡 |
| 明治村   | 平群村   | 平群町   | 平群町 |

## 隣接する自治体

### 奈良県
- 生駒市
- 生駒郡
  - 斑鳩町
  - 三郷町

### 大阪府
- 東大阪市
- 八尾市

## 行政
- 町長：西脇洋貴
- 町議会：議員定数12名

なお、衆議院議員選挙の選挙区は「奈良県第2区」、奈良県議会議員選挙の選挙区は「生駒郡選挙区」（定数：3）となっている。

### 町の財政
2010年代後半、人口減と自主財源の伸び悩み、社会保障費の増加、まちづくりのために発行してきた町債償還が重なり町の財政状況が極端に悪化。
2019年（平成31年）年には、町の財政調整基金と標準財政規模の比が全国で最も悪化した市町村となった（同値の市町村あり）。
町は、緊急財政健全化計画を策定して立て直しを図ったが、奈良県は2019年度の普通会計決算から5年連続で財政状況が悪いとして「重症警報」を発令し続けた。

## 経済

### 金融機関
- 南都銀行
  - 平群支店（下垣内）
  - 平群北支店（緑ケ丘二丁目）

その他、平群町役場内およびディアーズコープたつたがわ店内にATMが設置されている。
- 奈良信用金庫
  - 龍田川支店（椿井）
- 奈良中央信用金庫
  - 平群支店（吉新一丁目）

### 農業協同組合
- JAならけん
  - 平群支店（吉新四丁目） - JAバンクのATMも設置
  - 椿井営農経済センター（椿井）

その他、Aコープハートフルへぐり店内（福貴）にJAバンクATMが設置されている。

### 日本郵政グループ
（※2014年6月現在）
- 日本郵便株式会社
  - 平群郵便局（吉新二丁目）
  - 平群緑ケ丘郵便局（緑ケ丘一丁目）
  - 平群西宮郵便局（西宮）

各郵便局にはゆうちょ銀行のATMが設置されており、平群郵便局ではホリデーサービスを実施。
平群町内の郵便番号は「636-09xx」で、集配業務は王寺郵便局（北葛城郡王寺町王寺）が担当している。

## 地域

### 人口
| |                                        |  |
| 平群町と全国の年齢別人口分布（2005年） | 平群町の年齢・男女別人口分布（2005年） |  |
| ■紫色 ― 平群町 ■緑色 ― 日本全国 | ■青色 ― 男性 ■赤色 ― 女性              |  |
| 平群町（に相当する地域）の人口の推移 \| 1970年（昭和45年） \| 7,899人 \| \| \| 1975年（昭和50年） \| 11,705人 \| \| \| 1980年（昭和55年） \| 16,854人 \| \| \| 1985年（昭和60年） \| 18,783人 \| \| \| 1990年（平成2年） \| 20,096人 \| \| \| 1995年（平成7年） \| 20,385人 \| \| \| 2000年（平成12年） \| 20,497人 \| \| \| 2005年（平成17年） \| 20,286人 \| \| \| 2010年（平成22年） \| 19,727人 \| \| \| 2015年（平成27年） \| 18,883人 \| \| \| 2020年（令和2年） \| 18,009人 \| \| |                                        |  |
| 総務省統計局 国勢調査より |                                        |  |
| 1970年（昭和45年） | 7,899人                                |  |
| 1975年（昭和50年） | 11,705人                               |  |
| 1980年（昭和55年） | 16,854人                               |  |
| 1985年（昭和60年） | 18,783人                               |  |
| 1990年（平成2年） | 20,096人                               |  |
| 1995年（平成7年） | 20,385人                               |  |
| 2000年（平成12年） | 20,497人                               |  |
| 2005年（平成17年） | 20,286人                               |  |
| 2010年（平成22年） | 19,727人                               |  |
| 2015年（平成27年） | 18,883人                               |  |
| 2020年（令和2年） | 18,009人                               |  |

奈良県統計
- 2007年10月1日現在 :　20,059人
- 人口増加率（2002年→2007年） : -2.2%

### 教育

#### 幼稚園
- 平群幼稚園（吉新三丁目）

#### 小学校
- 平群町立平群小学校（吉新二丁目） 2014年4月1日開校 - 校舎は旧平群東小学校のものを使用。
- 平群町立平群北小学校（緑ヶ丘一丁目）
- 平群町立平群南小学校（椿井）
- 平群町立平群東小学校（吉新二丁目） 2014年3月廃校
- 平群町立平群西小学校（福貴） 2014年3月廃校

#### 中学校
- 平群町立平群中学校（福貴）

## 町の施設
- 平群町総合文化センター

## 交通機関

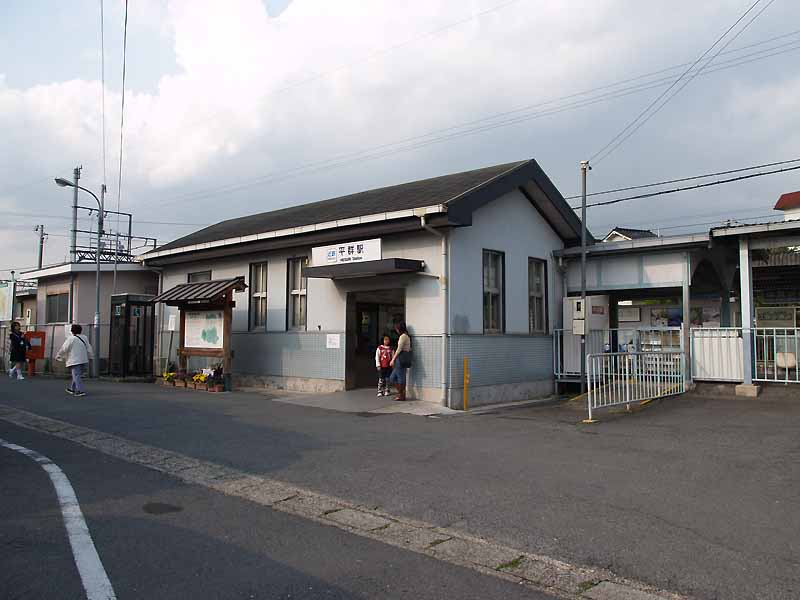
平群駅

### 鉄道
- 近畿日本鉄道（近鉄）
  - 生駒線 東山駅（生駒市） - 元山上口駅 - 平群駅 - 竜田川駅 - 勢野北口駅（三郷町）

### 路線バス
- エヌシーバス
- 平群町コミュニティバス

### 道路
- 国道168号 - 道の駅大和路へぐり
- 奈良県道194号椿井王寺線
- 奈良県道250号平群信貴山線
- 信貴生駒スカイライン

## 名所・旧跡・観光スポット・祭事・催事

### 寺院
- 信貴山朝護孫子寺 - 真言宗十八本山14番
- 元山上千光寺 - 役行者が大峰山を開く前に修行していたことから元山上と言われる
- 金勝寺 - 十三仏

### 墳墓
- 長屋王墓・吉備内親王墓
- 烏土塚古墳（国史跡）
- 西宮古墳 - 平群中央公園内

### 城跡
- 信貴山城（町指定史跡）
- 椿井城

### 大型公園
- 信貴山のどか村

### 宿泊施設
- かんぽの宿大和平群
- 千光寺ユースホステル
- 千手院宿坊
- 玉蔵院宿坊
- 成福院宿坊

## 町出身の有名人
- 平群広成 - 平群氏の一人。古代の豪族。唐に渡る途中で漂流し、チャンパ王国まで流されたが、苦難の果てに帰国に成功した。
- 島清興（通称左近、安土桃山時代の武将）
- 都築龍太（元プロサッカー選手、さいたま市議会議員、町立平群中学校出身）
- 喜多隆志（元プロ野球選手）
- 三代澤康司（フリーアナウンサー、元朝日放送テレビ。生まれは大阪府枚方市）
- 東樋口護（京都大学工学部元准教授、公立鳥取環境大学教授、町立平群中学校出身）
- 東樋口徹（画家、平群町生まれ、育ちは京都市）
- 山本元喜（自転車ロードレース選手）